# Gabriel Clara
Gabriel Clara (1924-1943) est un résistant français, membre de Combat Zone Nord, mort en déportation.

## Biographie
Étudiant en ethnologie, fondateur (avec Michel Edvire et Robert Héraude) du groupe de Compiègne, il est arrêté, le 17 avril 1942, par la Feldgendarmerie,  emprisonné à Fresnes, puis déporté, en vertu du décret Nacht und Nebel.
Le 19 octobre 1943, il est condamné à mort (affaire Continent) par le 2e sénat du Volksgerichtshof. Le 7 décembre 1943, avec Georges Tainturier, Alexandre Gandouin, Christian Héraude, Robert Héraude, Michel Edvire, Abel Laville et Albert Vandendriessche, il est guillotiné à la prison de Cologne.

## Sources
- Archives nationales.
- Archives départementales de l'Oise.
- Musée de la Résistance et de la Déportation de Besançon.
- Bibliothèque de documentation internationale contemporaine (Nanterre).